# فلوريانو بيكسوتو
فلوريانو بيكوستو (البرتغالية:Floriano Peixoto) عسكري وسياسي برازيلي، شغل منصب رئيس الجمهورية من 23 نوفمبر 1891 إلى 15 نوفمبر 1894. وقبلها شغل منصب نائب رئيس الجمهورية المنتخب من 26 فبراير 1891 حتى تعيينه رئيسا في شهر نوفمبر من نفس العام. وبيكوستو يعد من قدامي المحاربين المشاركين في حرب البارغواي.
ولد بيكوستو في أحد أحياء مدينة ماسايو عاصمة ولاية ألاغواس في 30 أبريل 1839 وتوفي في ريو دي جانيرو في 29 يوليو 1895 عن عمر 56 عاما.

## الانتخابات والصعود للرئاسة
في 26 فبراير 1891 تم انتخابه ليكون نائبا للرئيس ديودورو دا فونسيكا، وكان حينها يحمل رتبة مارشال الجيش. وفي شهر نوفمبر 1891 ارتقى إلى سدة الرئاسة عقب استقالة الرئيس ديودورو دا فونسيكا من منصب الرئيس. و قد كانت فترة حكمه مرحلة صعبة في تاريخ الجمهورية البرازيلية الناشئة بسبب المشاكل الاقتصادية والسياسية التي ضربت العالم أجمع في تلك الفترة.

## أحداث خلال فترة حكمه
خلال الفترة 1893 - 1894 نجح بيكوستو في إخماد تمرد ضباط البحرية ضده. وفي نفس السنوات نجح في هزيمة التمرد العسكري في ولاية ريو غراندي دو سول وولاية سانتا كاتارينا. تميزت حكومته بزيادة قوة المركزية في الحكم والنزعة القومية.

## إرثه
غالبا ما يشار اليه في البرازيل بلقب موحد الجمهورية كما ويشار إليه بلقب المارشال الحديدي. ويعتبر من كبار المساهيمن في توطيد الحكومة الجمهورية للبرازيل.
ترك بيكوستو الرئاسة في 15 نوفمبر 1894 على الرغم من شعبيته العالية. وتوفي بعد حوالي ستة أشهر في ريو دي جانيرو في 29 يوليو 1895.